# Château de Trazegnies
 (juillet 2023).
Le château de Trazegnies est un château-forteresse du XIe siècle situé en Belgique à Trazegnies (commune de Courcelles).

## Historique
Le château est incendié en 1554 et reconstruit en château de plaisance aux XVIe et XVIIe siècles. La façade est de style Louis XIII[réf. nécessaire].
La partie inférieure du châtelet d'entrée est du XIIIe siècle. Le château dispose de caves romanes et gothiques. À la mort d'Alexandre, dernier marquis de Trazegnies de la branche aînée, en 1862, le domaine passa à sa nièce puis à la société charbonnière de Bascoup qui le morcela avant de le vendre à des particuliers qui, à leur tour en 1913, le cédèrent à l'État. L'aile de Beyaert qui joignait l'aile Louis XII à la tour circulaire, à présent esseulée, s'effondra en 1920.
En 1926, le château, abandonné, tombait en ruine et l’on parlait de le raser après l’avoir photographié. C’est alors que se constitua, à l’instigation de l’architecte Marcel Simon, l’association « Les Amis du Château de Trazegnies » ayant pour but la restauration, la conservation, l’entretien et la mise en valeur du monument ainsi que son parc.

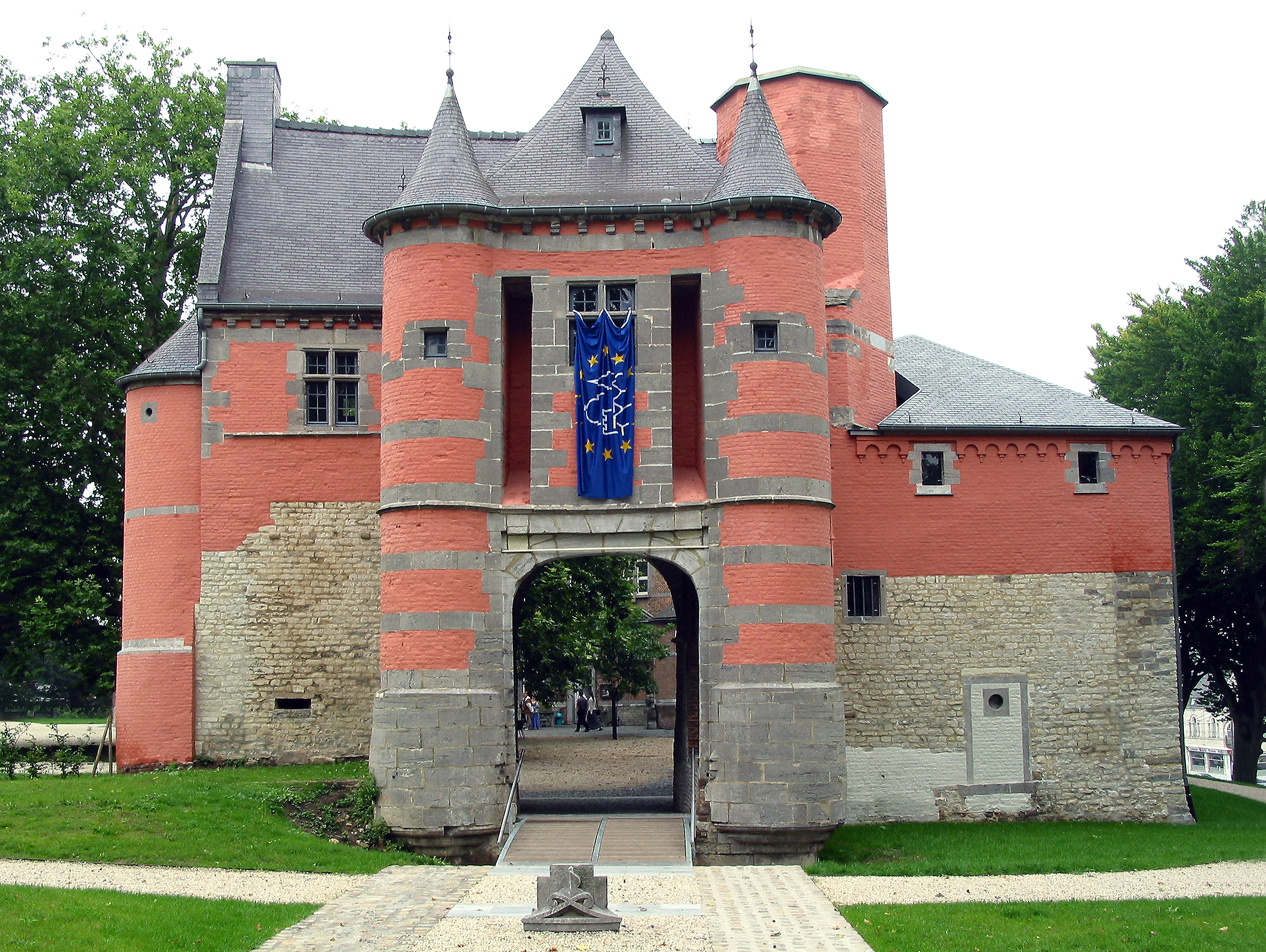
Châtelet d'entrée dont la partie inférieure est du XIIIe siècle.
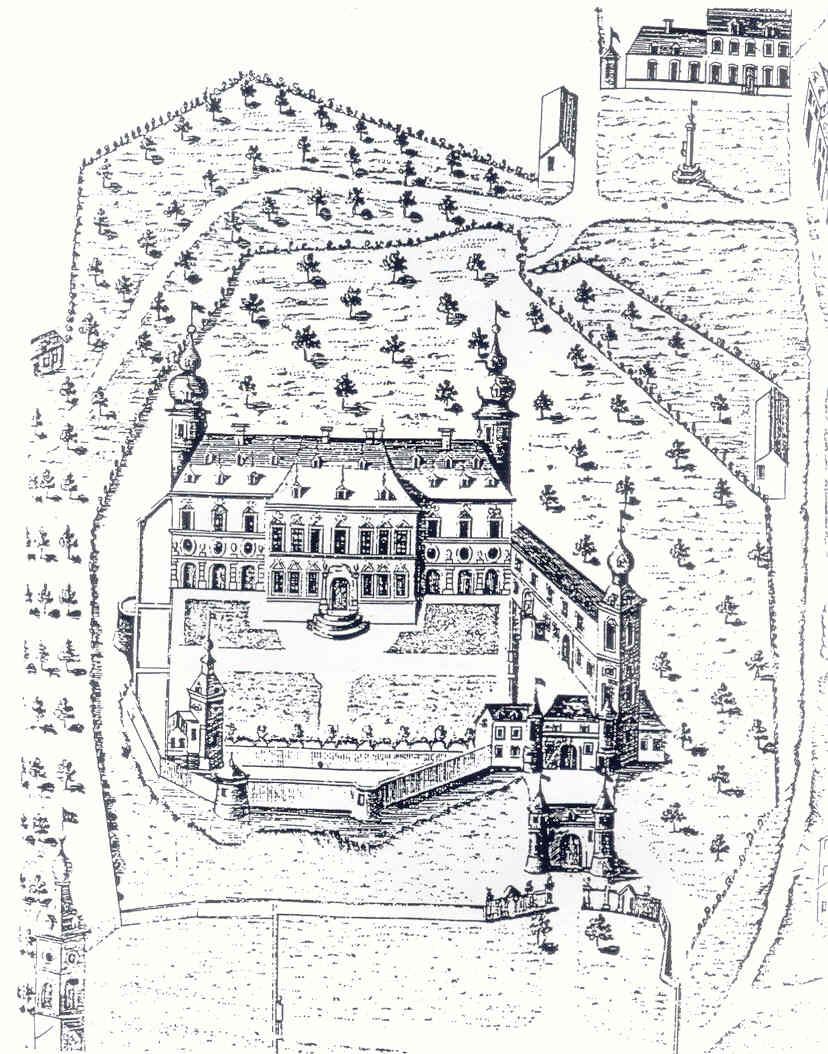
Plan ancien du château.
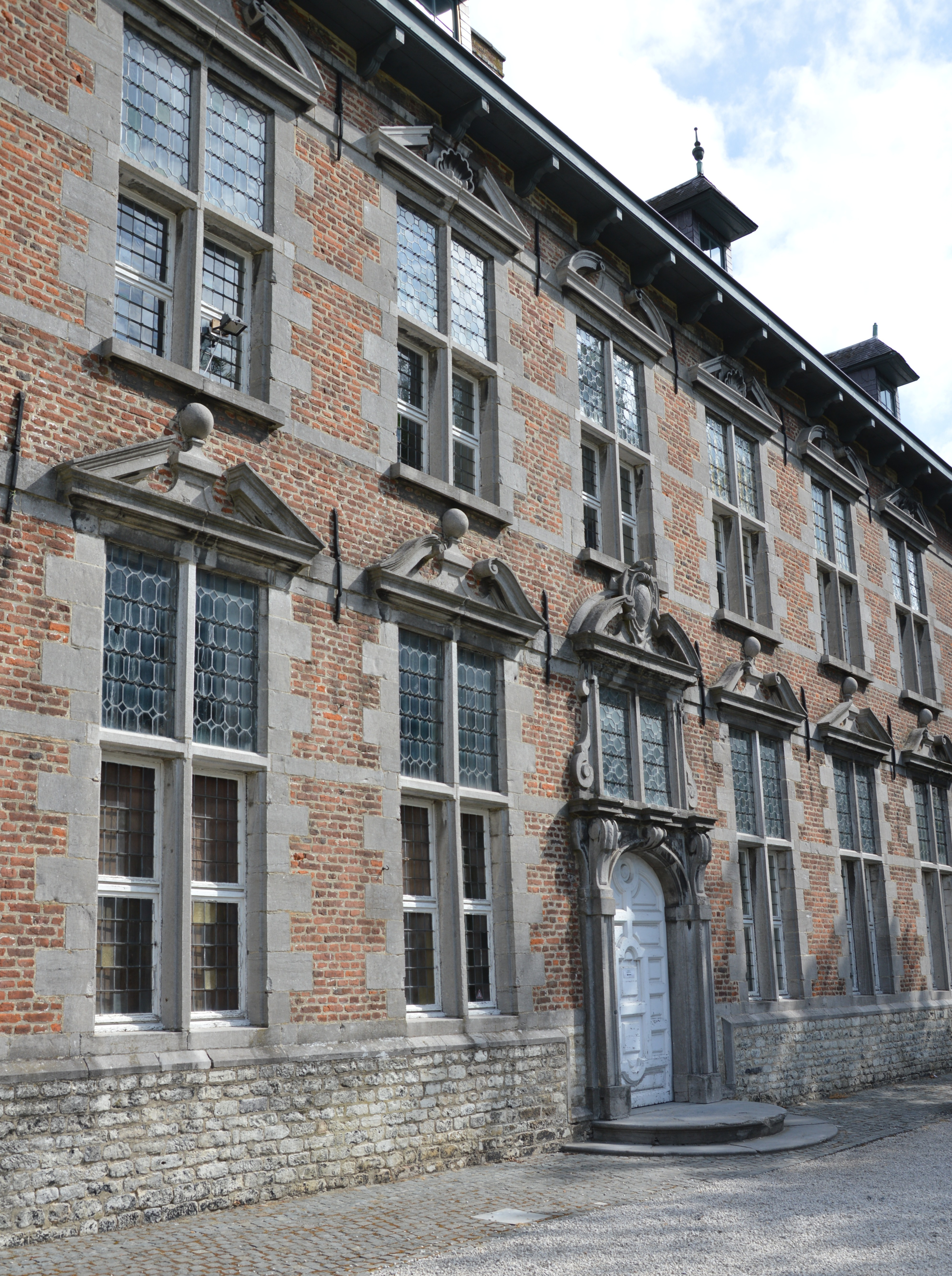
Corps de logis avec porte d'entrée.